# Liga Dimayor
Liga Dimayor (ze względów sponsorskich Liga BetPlay Dimayor) – najwyższa klasa rozgrywkowa piłki nożnej mężczyzn w Kolumbii. Występuje w niej dwadzieścia klubów, z których najlepszy zostaje mistrzem Kolumbii.
Rozgrywki są toczone systemem ligowo-pucharowym. Po zakończeniu regularnego sezonu osiem najlepszych zespołów kwalifikuje się do rundy półfinałowej, gdzie zostają one podzielone na dwie grupy liczące po cztery drużyny. Zwycięzcy grup spotykają się na w dwumeczu finałowym ligi, którego zwycięzca zdobywa tytuł mistrzowski. W ciągu roku rozgrywane są dwa niezależne półroczne sezony – jesienią Apertura, natomiast wiosną Finalización. Co roku dwie drużyny z najgorszą średnią punktów na mecz zliczaną z ostatnich trzech lat spadają do drugiej ligi. Mistrzowie Kolumbii sezonów Apertura i Finalización, a także dwie najlepsze drużyny z sumarycznej tabeli sezonów Apertura i Finalización (zarówno z regularnych sezonów, jak i rund półfinałowych) kwalifikują się do rozgrywek Copa Libertadores, zaś drużyny z miejsc 3–5 sumarycznej tabeli sezonów Apertura i Finalización (zarówno z regularnych sezonów, jak i rund półfinałowych) kwalifikują się do rozgrywek Copa Sudamericana.
Rozgrywki są tradycyjnie zdominowane przez kluby z Bogoty (Millonarios, Santa Fe), Medellín (Atlético Nacional, Independiente Medellín), Cali (América Cali, Deportivo Cali) oraz Barranquilli (Junior).

## Aktualny skład
|  |  | Klub                   | Miasto       | Założenie | Stadion                        | Pojemność     |
|  |  | ---------------------- | ------------ | --------- | ------------------------------ | ------------- |
|  |  | Águilas Doradas        | Rionegro     | 2008      | Alberto Grisales               | 14 000 miejsc |
|  |  | Alianza                | Valledupar   | 2024      | Armando Maestre Pavajeau       | 10 000 miejsc |
|  |  | América Cali           | Cali         | 1927      | Olímpico Pascual Guerrero      | 38 588 miejsc |
|  |  | Atlético Bucaramanga   | Bucaramanga  | 1949      | Américo Montanini              | 28 000 miejsc |
|  |  | Atlético Nacional      | Medellín     | 1947      | Atanasio Girardot              | 44 863 miejsc |
|  |  | Boyacá Chicó           | Tunja        | 2002      | La Independencia               | 20 000 miejsc |
|  |  | Deportes Tolima        | Ibagué       | 1954      | Manuel Murillo Toro            | 28 179 miejsc |
|  |  | Deportivo Cali         | Cali         | 1912      | Deportivo Cali                 | 44 000 miejsc |
|  |  | Deportivo Pasto        | Pasto        | 1949      | Departamental Libertad         | 27 380 miejsc |
|  |  | Deportivo Pereira      | Pereira      | 1944      | Hernán Ramírez Villegas        | 30 297 miejsc |
|  |  | Envigado               | Envigado     | 1989      | Polideportivo Sur              | 14 000 miejsc |
|  |  | Fortaleza CEIF         | Bogota       | 2010      | Metropolitano de Techo         | 10 000 miejsc |
|  |  | Independiente Medellín | Medellín     | 1913      | Atanasio Girardot              | 44 863 miejsc |
|  |  | Jaguares               | Montería     | 2012      | Jaraguay                       | 12 000 miejsc |
|  |  | Junior                 | Barranquilla | 1924      | Metropolitano Roberto Meléndez | 46 692 miejsc |
|  |  | La Equidad             | Bogota       | 1982      | Metropolitano de Techo         | 10 000 miejsc |
|  |  | Millonarios            | Bogota       | 1946      | Nemesio Camacho (El Campín)    | 39 512 miejsc |
|  |  | Once Caldas            | Manizales    | 1947      | Palogrande                     | 31 611 miejsc |
|  |  | Patriotas              | Tunja        | 2003      | La Independencia               | 20 000 miejsc |
|  |  | Santa Fe               | Bogota       | 1941      | Nemesio Camacho (El Campín)    | 39 512 miejsc |

## Triumfatorzy
| 1948              | Santa Fe (1)               | brak        | Junior                 | Alfredo Castillo            | Millonarios            | 31 | Carlos Carrillo Nalda       | Santa Fe               |
| 1949              | Millonarios (1)            | brak        | Deportivo Cali         | Pedro Cabillón              | Millonarios            | 42 | Carlos Aldabe               | Millonarios            |
| 1950              | Once Caldas (1)            | brak        | Millonarios            | Casimiro Ávalos             | Deportivo Pereira      | 27 | Alfredo Cuezzo              | Once Caldas            |
| 1951              | Millonarios (2)            | brak        | Boca Juniors           | Alfredo Di Stéfano          | Millonarios            | 31 | Adolfo Pedernera            | Millonarios            |
| 1952              | Millonarios (3)            | brak        | Boca Juniors           | Alfredo Di Stéfano (2)      | Millonarios            | 19 | Adolfo Pedernera (2)        | Millonarios            |
| 1953              | Millonarios (4)            | brak        | Deportes Quindío       | Mario Garelli               | Deportes Quindío       | 20 | Adolfo Pedernera (3)        | Millonarios            |
| 1954              | Atlético Nacional (1)      | brak        | Deportes Quindío       | Carlos Gambina              | Atlético Nacional      | 21 | Fernando Paternoster        | Atlético Nacional      |
| 1955              | Independiente Medellín (1) | brak        | Atlético Nacional      | Felipe Marino               | Independiente Medellín | 22 | Delfín Benítez Cáceres      | Independiente Medellín |
| 1956              | Deportes Quindío (1)       | brak        | Millonarios            | Jaime Gutiérrez             | Deportes Quindío       | 21 | Francisco Lombardo          | Deportes Quindío       |
| 1957              | Independiente Medellín (2) | brak        | Deportes Tolima        | José Vicente Grecco         | Independiente Medellín | 30 | René Seghini                | Independiente Medellín |
| 1958              | Santa Fe (2)               | brak        | Millonarios            | José Américo Montanini      | Atlético Bucaramanga   | 36 | Julio Tocker                | Santa Fe               |
| 1959              | Millonarios (5)            | brak        | Independiente Medellín | Felipe Marino (2)           | Cúcuta Deportivo       | 35 | Gabriel Ochoa Uribe         | Millonarios            |
| 1959              | Millonarios (5)            | brak        | Independiente Medellín | Felipe Marino (2)           | Independiente Medellín | 35 | Gabriel Ochoa Uribe         | Millonarios            |
| 1960              | Santa Fe (3)               | brak        | América Cali           | Wálter Marcolini            | Deportivo Cali         | 30 | Julio Tocker (2)            | Santa Fe               |
| 1961              | Millonarios (6)            | brak        | Independiente Medellín | Alberto Perazzo             | Santa Fe               | 32 | Gabriel Ochoa Uribe (2)     | Millonarios            |
| 1962              | Millonarios (7)            | brak        | Deportivo Cali         | José Omar Verdún            | Cúcuta Deportivo       | 36 | Gabriel Ochoa Uribe (3)     | Millonarios            |
| 1963              | Millonarios (8)            | brak        | Santa Fe               | Omar Lorenzo Devanni        | Atlético Bucaramanga   | 36 | Gabriel Ochoa Uribe (4)     | Millonarios            |
| 1963              | Millonarios (8)            | brak        | Santa Fe               | José Omar Verdún (2)        | Cúcuta Deportivo       | 36 | Gabriel Ochoa Uribe (4)     | Millonarios            |
| 1964              | Millonarios (9)            | brak        | Cúcuta Deportivo       | Omar Lorenzo Devanni (2)    | Atlético Bucaramanga   | 28 | Efraín Sánchez              | Millonarios            |
| 1964              | Millonarios (9)            | brak        | Cúcuta Deportivo       | Omar Lorenzo Devanni (2)    | Unión Magdalena        | 28 | Efraín Sánchez              | Millonarios            |
| 1965              | Deportivo Cali (1)         | brak        | Atlético Nacional      | Perfecto Rodríguez          | Independiente Medellín | 38 | Francisco Villegas          | Deportivo Cali         |
| 1966              | Santa Fe (4)               | brak        | Independiente Medellín | Omar Lorenzo Devanni (3)    | Santa Fe               | 31 | Gabriel Ochoa Uribe (5)     | Santa Fe               |
| 1967              | Deportivo Cali (2)         | brak        | Millonarios            | José María Ferrero          | Millonarios            | 38 | Francisco Villegas (2)      | Deportivo Cali         |
| 1968              | Unión Magdalena (1)        | 1–0         | Deportivo Cali         | José María Ferrero (2)      | Millonarios            | 32 | Antonio Julio de la Hoz     | Unión Magdalena        |
| 1968              | Unión Magdalena (1)        | 2–2         | Deportivo Cali         | José María Ferrero (2)      | Millonarios            | 32 | Antonio Julio de la Hoz     | Unión Magdalena        |
| 1969              | Deportivo Cali (3)         | brak        | América Cali           | Hugo Lóndero                | América Cali           | 25 | Francisco Villegas (3)      | Deportivo Cali         |
| 1970              | Deportivo Cali (4)         | brak        | Junior                 | José María Ferrero (3)      | Cúcuta Deportivo       | 27 | Roberto Resquín             | Deportivo Cali         |
| 1970              | Deportivo Cali (4)         | brak        | Junior                 | Walter Sossa                | Santa Fe               | 27 | Roberto Resquín             | Deportivo Cali         |
| 1971              | Santa Fe (5)               | 0–0         | Atlético Nacional      | Hugo Lóndero (2)            | Cúcuta Deportivo       | 30 | Vladimir Popović            | Santa Fe               |
| 1971              | Santa Fe (5)               | 0–0         | Atlético Nacional      | Apolinar Paniagua           | Deportivo Pereira      | 30 | Vladimir Popović            | Santa Fe               |
| 1971              | Santa Fe (5)               | 3–2         | Atlético Nacional      | Apolinar Paniagua           | Deportivo Pereira      | 30 | Vladimir Popović            | Santa Fe               |
| 1972              | Millonarios (10)           | brak        | Deportivo Cali         | Hugo Lóndero (3)            | Cúcuta Deportivo       | 27 | Gabriel Ochoa Uribe (6)     | Millonarios            |
| 1973              | Atlético Nacional (2)      | brak        | Millonarios            | Nelson Silva Pacheco        | Cúcuta Deportivo       | 36 | César López Fretes          | Atlético Nacional      |
| 1973              | Atlético Nacional (2)      | brak        | Millonarios            | Nelson Silva Pacheco        | Junior                 | 36 | César López Fretes          | Atlético Nacional      |
| 1974              | Deportivo Cali (5)         | brak        | Atlético Nacional      | Víctor Ephanor              | Junior                 | 33 | Vladimir Popović (2)        | Deportivo Cali         |
| 1975              | Santa Fe (6)               | brak        | Millonarios            | Jorge Ramón Cáceres         | Deportivo Pereira      | 35 | Francisco Hormazábal        | Santa Fe               |
| 1976              | Atlético Nacional (3)      | brak        | Deportivo Cali         | Miguel Ángel Converti       | Millonarios            | 33 | Osvaldo Zubeldía            | Atlético Nacional      |
| 1977              | Junior (1)                 | brak        | Deportivo Cali         | Oswaldo Palavecino          | Atlético Nacional      | 33 | Juan Ramón Verón            | Junior                 |
| 1978              | Millonarios (11)           | brak        | Deportivo Cali         | Oswaldo Palavecino (2)      | Atlético Nacional      | 36 | Pedro Dellacha              | Millonarios            |
| 1979              | América Cali (1)           | brak        | Santa Fe               | Juan José Irigoyén          | Millonarios            | 36 | Gabriel Ochoa Uribe (7)     | América Cali           |
| 1980              | Junior (2)                 | brak        | Deportivo Cali         | Sergio Cierra               | Deportivo Pereira      | 26 | José Varacka                | Junior                 |
| 1981              | Atlético Nacional (4)      | brak        | Deportes Tolima        | Víctor Hugo del Río         | Deportes Tolima        | 29 | Osvaldo Zubeldía (2)        | Atlético Nacional      |
| 1982              | América Cali (2)           | brak        | Deportes Tolima        | Miguel Oswaldo González     | Atlético Bucaramanga   | 27 | Gabriel Ochoa Uribe (8)     | América Cali           |
| 1983              | América Cali (3)           | brak        | Junior                 | Hugo Gottardi               | Santa Fe               | 29 | Gabriel Ochoa Uribe (9)     | América Cali           |
| 1984              | América Cali (4)           | brak        | Millonarios            | Hugo Gottardi (2)           | Santa Fe               | 23 | Gabriel Ochoa Uribe (10)    | América Cali           |
| 1985              | América Cali (5)           | brak        | Deportivo Cali         | Miguel Oswaldo González (2) | Atlético Bucaramanga   | 34 | Gabriel Ochoa Uribe (11)    | América Cali           |
| 1986              | América Cali (6)           | brak        | Deportivo Cali         | Héctor Sosa                 | Independiente Medellín | 23 | Gabriel Ochoa Uribe (12)    | América Cali           |
| 1987              | Millonarios (12)           | brak        | América Cali           | Jorge Aravena               | Deportivo Cali         | 23 | Luis Augusto García         | Millonarios            |
| 1988              | Millonarios (13)           | brak        | Atlético Nacional      | Sergio Angulo               | Santa Fe               | 29 | Luis Augusto García (2)     | Millonarios            |
| 1989              | nie dokończono             | brak        | nie dokończono         | Héctor Méndez               | Deportivo Pereira      | 17 | nie dokończono              | nie dokończono         |
| 1990              | América Cali (7)           | brak        | Atlético Nacional      | Antony de Ávila             | América Cali           | 25 | Gabriel Ochoa Uribe (13)    | América Cali           |
| 1991              | Atlético Nacional (5)      | brak        | América Cali           | Iván Valenciano             | Junior                 | 30 | Hernán Darío Gómez          | Atlético Nacional      |
| 1992              | América Cali (8)           | brak        | Atlético Nacional      | John Jairo Tréllez          | Atlético Nacional      | 25 | Francisco Maturana          | América Cali           |
| 1993              | Junior (3)                 | brak        | Independiente Medellín | Miguel Guerrero             | Junior                 | 34 | Julio Comesaña              | Junior                 |
| 1994              | Atlético Nacional (6)      | brak        | Millonarios            | Rubén Darío Hernández       | Independiente Medellín | 32 | Juan José Peláez            | Atlético Nacional      |
| 1994              | Atlético Nacional (6)      | brak        | Millonarios            | Rubén Darío Hernández       | Deportivo Pereira      | 32 | Juan José Peláez            | Atlético Nacional      |
| 1994              | Atlético Nacional (6)      | brak        | Millonarios            | Rubén Darío Hernández       | América Cali           | 32 | Juan José Peláez            | Atlético Nacional      |
| 1995              | Junior (4)                 | brak        | América Cali           | Iván Valenciano (2)         | Junior                 | 24 | Carlos Restrepo             | Junior                 |
| 1995/1996         | Deportivo Cali (6)         | brak        | Millonarios            | Iván Valenciano (3)         | Junior                 | 36 | Fernando Castro             | Deportivo Cali         |
| 1996/1997         | América Cali (9)           | 1–0         | Atlético Bucaramanga   | Hamilton Ricard             | Deportivo Cali         | 36 | Luis Augusto García (3)     | América Cali           |
| 1996/1997         | América Cali (9)           | 2–0         | Atlético Bucaramanga   | Hamilton Ricard             | Deportivo Cali         | 36 | Luis Augusto García (3)     | América Cali           |
| 1998              | Deportivo Cali (7)         | 4–0         | Once Caldas            | Víctor Bonilla              | Deportivo Cali         | 37 | José Eugenio Hernández      | Deportivo Cali         |
| 1998              | Deportivo Cali (7)         | 0–0         | Once Caldas            | Víctor Bonilla              | Deportivo Cali         | 37 | José Eugenio Hernández      | Deportivo Cali         |
| 1999              | Atlético Nacional (7)      | 1–1         | América Cali           | Sergio Galván Rey           | Once Caldas            | 26 | Luis Fernando Suárez        | Atlético Nacional      |
| 1999              | Atlético Nacional (7)      | 0–0 (4–2 k) | América Cali           | Sergio Galván Rey           | Once Caldas            | 26 | Luis Fernando Suárez        | Atlético Nacional      |
| 2000              | América Cali (10)          | brak        | Junior                 | Carlos Alberto Castro       | Millonarios            | 24 | Jaime de la Pava            | América Cali           |
| 2001              | América Cali (11)          | 1–0         | Independiente Medellín | Carlos Alberto Castro (2)   | Millonarios            | 29 | Jaime de la Pava (2)        | América Cali           |
| 2001              | América Cali (11)          | 2–0         | Independiente Medellín | Jorge Horacio Serna         | Independiente Medellín | 29 | Jaime de la Pava (2)        | América Cali           |
| Apertura 2002     | América Cali (12)          | 2–1         | Atlético Nacional      | Luis Zuleta                 | Unión Magdalena        | 13 | Jaime de la Pava (3)        | América Cali           |
| Apertura 2002     | América Cali (12)          | 1–0         | Atlético Nacional      | Luis Zuleta                 | Unión Magdalena        | 13 | Jaime de la Pava (3)        | América Cali           |
| Finalización 2002 | Independiente Medellín (3) | 2–0         | Deportivo Pasto        | Orlando Ballesteros         | Atlético Bucaramanga   | 13 | Víctor Luna                 | Independiente Medellín |
| Finalización 2002 | Independiente Medellín (3) | 1–1         | Deportivo Pasto        | Milton Rodríguez            | Deportivo Pereira      | 13 | Víctor Luna                 | Independiente Medellín |
| Apertura 2003     | Once Caldas (2)            | 0–0         | Junior                 | Arnulfo Valentierra         | Once Caldas            | 13 | Luis Fernando Montoya       | Once Caldas            |
| Apertura 2003     | Once Caldas (2)            | 1–0         | Junior                 | Arnulfo Valentierra         | Once Caldas            | 13 | Luis Fernando Montoya       | Once Caldas            |
| Finalización 2003 | Deportes Tolima (1)        | 2–0         | Deportivo Cali         | Léider Preciado             | Deportivo Cali         | 17 | Luis Augusto García (4)     | Deportes Tolima        |
| Finalización 2003 | Deportes Tolima (1)        | 1–3 (4–2 k) | Deportivo Cali         | Léider Preciado             | Deportivo Cali         | 17 | Luis Augusto García (4)     | Deportes Tolima        |
| Apertura 2004     | Independiente Medellín (4) | 2–1         | Atlético Nacional      | Sergio Herrera              | América Cali           | 13 | Pedro Sarmiento             | Independiente Medellín |
| Apertura 2004     | Independiente Medellín (4) | 0–0         | Atlético Nacional      | Sergio Herrera              | América Cali           | 13 | Pedro Sarmiento             | Independiente Medellín |
| Finalización 2004 | Junior (5)                 | 3–0         | Atlético Nacional      | Leonardo Moreno             | América Cali           | 15 | Miguel Ángel López          | Junior                 |
| Finalización 2004 | Junior (5)                 | 2–5 (5–4 k) | Atlético Nacional      | Léider Preciado (2)         | Santa Fe               | 15 | Miguel Ángel López          | Junior                 |
| Apertura 2005     | Atlético Nacional (8)      | 0–0         | Santa Fe               | Víctor Aristizábal          | Atlético Nacional      | 16 | Santiago Escobar            | Atlético Nacional      |
| Apertura 2005     | Atlético Nacional (8)      | 2–0         | Santa Fe               | Víctor Aristizábal          | Atlético Nacional      | 16 | Santiago Escobar            | Atlético Nacional      |
| Finalización 2005 | Deportivo Cali (8)         | 2–0         | Real Cartagena         | Jámerson Rentería           | Real Cartagena         | 12 | Pedro Sarmiento (2)         | Deportivo Cali         |
| Finalización 2005 | Deportivo Cali (8)         | 1–0         | Real Cartagena         | Hugo Rodallega              | Deportivo Cali         | 12 | Pedro Sarmiento (2)         | Deportivo Cali         |
| Apertura 2006     | Deportivo Pasto (1)        | 1–0         | Deportivo Cali         | Jorge Díaz Moreno           | Cúcuta Deportivo       | 15 | Oscar Héctor Quintabani     | Deportivo Pasto        |
| Apertura 2006     | Deportivo Pasto (1)        | 1–1         | Deportivo Cali         | Jorge Díaz Moreno           | Cúcuta Deportivo       | 15 | Oscar Héctor Quintabani     | Deportivo Pasto        |
| Finalización 2006 | Cúcuta Deportivo (1)       | 1–0         | Deportes Tolima        | Diego Álvarez               | Independiente Medellín | 11 | Jorge Luis Pinto            | Cúcuta Deportivo       |
| Finalización 2006 | Cúcuta Deportivo (1)       | 1–1         | Deportes Tolima        | Jhon Charría                | Deportes Tolima        | 11 | Jorge Luis Pinto            | Cúcuta Deportivo       |
| Apertura 2007     | Atlético Nacional (9)      | 1–0         | Atlético Huila         | Sergio Galván Rey (2)       | Atlético Nacional      | 13 | Oscar Héctor Quintabani (2) | Atlético Nacional      |
| Apertura 2007     | Atlético Nacional (9)      | 2–1         | Atlético Huila         | Fredy Montero               | Atlético Huila         | 13 | Oscar Héctor Quintabani (2) | Atlético Nacional      |
| Finalización 2007 | Atlético Nacional (10)     | 3–0         | La Equidad             | Dayro Moreno                | Once Caldas            | 16 | Oscar Héctor Quintabani (3) | Atlético Nacional      |
| Finalización 2007 | Atlético Nacional (10)     | 0–0         | La Equidad             | Dayro Moreno                | Once Caldas            | 16 | Oscar Héctor Quintabani (3) | Atlético Nacional      |
| Apertura 2008     | Boyacá Chicó (1)           | 1–1         | América Cali           | Miguel Caneo                | Boyacá Chicó           | 13 | Alberto Gamero              | Boyacá Chicó           |
| Apertura 2008     | Boyacá Chicó (1)           | 1–1 (4–2 k) | América Cali           | Iván Velásquez              | Deportes Quindío       | 13 | Alberto Gamero              | Boyacá Chicó           |
| Finalización 2008 | América Cali (13)          | 1–0         | Independiente Medellín | Fredy Montero (2)           | Deportivo Cali         | 16 | Diego Umaña                 | América Cali           |
| Finalización 2008 | América Cali (13)          | 3–1         | Independiente Medellín | Fredy Montero (2)           | Deportivo Cali         | 16 | Diego Umaña                 | América Cali           |
| Apertura 2009     | Once Caldas (3)            | 2–1         | Junior                 | Teófilo Gutiérrez           | Junior                 | 16 | Javier Álvarez              | Once Caldas            |
| Apertura 2009     | Once Caldas (3)            | 3–1         | Junior                 | Teófilo Gutiérrez           | Junior                 | 16 | Javier Álvarez              | Once Caldas            |
| Finalización 2009 | Independiente Medellín (5) | 1–0         | Atlético Huila         | Jackson Martínez            | Independiente Medellín | 18 | Leonel Álvarez              | Independiente Medellín |
| Finalización 2009 | Independiente Medellín (5) | 2–2         | Atlético Huila         | Jackson Martínez            | Independiente Medellín | 18 | Leonel Álvarez              | Independiente Medellín |
| Apertura 2010     | Junior (6)                 | 0–1         | La Equidad             | Carlos Bacca                | Junior                 | 12 | Diego Umaña (2)             | Junior                 |
| Apertura 2010     | Junior (6)                 | 3–1         | La Equidad             | Carlos Rentería             | La Equidad             | 12 | Diego Umaña (2)             | Junior                 |
| Finalización 2010 | Once Caldas (4)            | 1–2         | Deportes Tolima        | Wilder Medina               | Deportes Tolima        | 16 | Juan Carlos Osorio          | Once Caldas            |
| Finalización 2010 | Once Caldas (4)            | 3–1         | Deportes Tolima        | Dayro Moreno (2)            | Once Caldas            | 16 | Juan Carlos Osorio          | Once Caldas            |
| Apertura 2011     | Atlético Nacional (11)     | 1–2         | La Equidad             | Carlos Rentería (2)         | Atlético Nacional      | 12 | Santiago Escobar (2)        | Atlético Nacional      |
| Apertura 2011     | Atlético Nacional (11)     | 2–1 (3–2 k) | La Equidad             | Carlos Rentería (2)         | Atlético Nacional      | 12 | Santiago Escobar (2)        | Atlético Nacional      |
| Finalización 2011 | Junior (7)                 | 3–2         | Once Caldas            | Carlos Bacca (2)            | Junior                 | 12 | José Eugenio Hernández (2)  | Junior                 |
| Finalización 2011 | Junior (7)                 | 1–2 (4–2 k) | Once Caldas            | Carlos Bacca (2)            | Junior                 | 12 | José Eugenio Hernández (2)  | Junior                 |
| Apertura 2012     | Santa Fe (7)               | 1–1         | Deportivo Pasto        | Robin Ramírez               | Deportes Tolima        | 13 | Wilson Gutiérrez            | Santa Fe               |
| Apertura 2012     | Santa Fe (7)               | 1–0         | Deportivo Pasto        | Robin Ramírez               | Deportes Tolima        | 13 | Wilson Gutiérrez            | Santa Fe               |
| Finalización 2012 | Millonarios (14)           | 0–0         | Independiente Medellín | Germán Cano                 | Independiente Medellín | 9  | Hernán Torres               | Millonarios            |
| Finalización 2012 | Millonarios (14)           | 1–1 (5–4 k) | Independiente Medellín | Henry Hernández             | Cúcuta Deportivo       | 9  | Hernán Torres               | Millonarios            |
| Finalización 2012 | Millonarios (14)           | 1–1 (5–4 k) | Independiente Medellín | Carmelo Valencia            | La Equidad             | 9  | Hernán Torres               | Millonarios            |
| Apertura 2013     | Atlético Nacional (12)     | 0–0         | Santa Fe               | Wilder Medina (2)           | Santa Fe               | 12 | Juan Carlos Osorio (2)      | Atlético Nacional      |
| Apertura 2013     | Atlético Nacional (12)     | 2–0         | Santa Fe               | Wilder Medina (2)           | Santa Fe               | 12 | Juan Carlos Osorio (2)      | Atlético Nacional      |
| Finalización 2013 | Atlético Nacional (13)     | 0–0         | Deportivo Cali         | Dayro Moreno (3)            | Millonarios            | 16 | Juan Carlos Osorio (3)      | Atlético Nacional      |
| Finalización 2013 | Atlético Nacional (13)     | 2–0         | Deportivo Cali         | Luis Carlos Ruiz            | Junior                 | 16 | Juan Carlos Osorio (3)      | Atlético Nacional      |
| Apertura 2014     | Atlético Nacional (14)     | 0–1         | Junior                 | Dayro Moreno (4)            | Millonarios            | 13 | Juan Carlos Osorio (4)      | Atlético Nacional      |
| Apertura 2014     | Atlético Nacional (14)     | 2–1 (4–2 k) | Junior                 | Dayro Moreno (4)            | Millonarios            | 13 | Juan Carlos Osorio (4)      | Atlético Nacional      |
| Finalización 2014 | Santa Fe (8)               | 2–1         | Independiente Medellín | Germán Cano (2)             | Independiente Medellín | 16 | Gustavo Costas              | Santa Fe               |
| Finalización 2014 | Santa Fe (8)               | 1–1         | Independiente Medellín | Germán Cano (2)             | Independiente Medellín | 16 | Gustavo Costas              | Santa Fe               |
| Apertura 2015     | Deportivo Cali (9)         | 1–0         | Independiente Medellín | Fernando Uribe              | Millonarios            | 15 | Fernando Castro (2)         | Deportivo Cali         |
| Apertura 2015     | Deportivo Cali (9)         | 1–1         | Independiente Medellín | Fernando Uribe              | Millonarios            | 15 | Fernando Castro (2)         | Deportivo Cali         |
| Finalización 2015 | Atlético Nacional (15)     | 1–2         | Junior                 | Jefferson Duque             | Atlético Nacional      | 15 | Reinaldo Rueda              | Atlético Nacional      |
| Finalización 2015 | Atlético Nacional (15)     | 1–0 (3–2 k) | Junior                 | Jefferson Duque             | Atlético Nacional      | 15 | Reinaldo Rueda              | Atlético Nacional      |
| Apertura 2016     | Independiente Medellín (6) | 1–1         | Junior                 | Miguel Borja                | Cortuluá               | 19 | Leonel Álvarez (2)          | Independiente Medellín |
| Apertura 2016     | Independiente Medellín (6) | 2–0         | Junior                 | Miguel Borja                | Cortuluá               | 19 | Leonel Álvarez (2)          | Independiente Medellín |
| Finalización 2016 | Santa Fe (9)               | 0–0         | Deportes Tolima        | Ayron del Valle             | Millonarios            | 12 | Gustavo Costas (2)          | Santa Fe               |
| Finalización 2016 | Santa Fe (9)               | 1–0         | Deportes Tolima        | Ayron del Valle             | Millonarios            | 12 | Gustavo Costas (2)          | Santa Fe               |
| Apertura 2017     | Atlético Nacional (16)     | 0–2         | Deportivo Cali         | Dayro Moreno (5)            | Atlético Nacional      | 14 | Reinaldo Rueda (2)          | Atlético Nacional      |
| Apertura 2017     | Atlético Nacional (16)     | 5–1         | Deportivo Cali         | Dayro Moreno (5)            | Atlético Nacional      | 14 | Reinaldo Rueda (2)          | Atlético Nacional      |
| Finalización 2017 | Millonarios (15)           | 1–0         | Santa Fe               | Yimmi Chará                 | Junior                 | 11 | Miguel Ángel Russo          | Millonarios            |
| Finalización 2017 | Millonarios (15)           | 1–0         | Santa Fe               | Dayro Moreno (6)            | Atlético Nacional      | 11 | Miguel Ángel Russo          | Millonarios            |
| Finalización 2017 | Millonarios (15)           | 2–2         | Santa Fe               | Carmelo Valencia (2)        | La Equidad             | 11 | Miguel Ángel Russo          | Millonarios            |
| Finalización 2017 | Millonarios (15)           | 2–2         | Santa Fe               | Ayron del Valle (2)         | Millonarios            | 11 | Miguel Ángel Russo          | Millonarios            |
| Apertura 2018     | Deportes Tolima (2)        | 0–1         | Atlético Nacional      | Germán Cano (3)             | Independiente Medellín | 12 | Alberto Gamero (2)          | Deportes Tolima        |
| Apertura 2018     | Deportes Tolima (2)        | 2–1 (4–2 k) | Atlético Nacional      | Germán Cano (3)             | Independiente Medellín | 12 | Alberto Gamero (2)          | Deportes Tolima        |
| Finalización 2018 | Junior (8)                 | 4–1         | Independiente Medellín | Germán Cano (4)             | Independiente Medellín | 20 | Julio Comesaña (2)          | Junior                 |
| Finalización 2018 | Junior (8)                 | 1–3         | Independiente Medellín | Germán Cano (4)             | Independiente Medellín | 20 | Julio Comesaña (2)          | Junior                 |
| Apertura 2019     | Junior (9)                 | 1–0         | Deportivo Pasto        | Germán Cano (5)             | Independiente Medellín | 21 | Julio Comesaña (3)          | Junior                 |
| Apertura 2019     | Junior (9)                 | 0–1 (5–4 k) | Deportivo Pasto        | Germán Cano (5)             | Independiente Medellín | 21 | Julio Comesaña (3)          | Junior                 |
| Finalización 2019 | América Cali (14)          | 0–0         | Junior                 | Germán Cano (6)             | Independiente Medellín | 13 | Alexandre Guimarães         | América Cali           |
| Finalización 2019 | América Cali (14)          | 2–0         | Junior                 | Michael Rangel              | América Cali           | 13 | Alexandre Guimarães         | América Cali           |
| 2020              | América Cali (15)          | 3–0         | Santa Fe               | Miguel Borja (2)            | Junior                 | 14 | Juan Cruz Real              | América Cali           |
| 2020              | América Cali (15)          | 0–2         | Santa Fe               | Miguel Borja (2)            | Junior                 | 14 | Juan Cruz Real              | América Cali           |
| Apertura 2021     | Deportes Tolima (3)        | 1–1         | Millonarios            | Jefferson Duque (2)         | Atlético Nacional      | 11 | Hernán Torres (2)           | Deportes Tolima        |
| Apertura 2021     | Deportes Tolima (3)        | 2–1         | Millonarios            | Diego Herazo                | La Equidad             | 11 | Hernán Torres (2)           | Deportes Tolima        |
| Apertura 2021     | Deportes Tolima (3)        | 2–1         | Millonarios            | Fernando Uribe (2)          | Millonarios            | 11 | Hernán Torres (2)           | Deportes Tolima        |
| Finalización 2021 | Deportivo Cali (10)        | 1–1         | Deportes Tolima        | Harold Preciado             | Deportivo Cali         | 13 | Rafael Dudamel              | Deportivo Cali         |
| Finalización 2021 | Deportivo Cali (10)        | 2–1         | Deportes Tolima        | Harold Preciado             | Deportivo Cali         | 13 | Rafael Dudamel              | Deportivo Cali         |
| Apertura 2022     | Atlético Nacional (17)     | 3–1         | Deportes Tolima        | Dayro Moreno (7)            | Atlético Bucaramanga   | 13 | Hernán Darío Herrera        | Atlético Nacional      |
| Apertura 2022     | Atlético Nacional (17)     | 1–2         | Deportes Tolima        | Dayro Moreno (7)            | Atlético Bucaramanga   | 13 | Hernán Darío Herrera        | Atlético Nacional      |
| Finalización 2022 | Deportivo Pereira (1)      | 1–1         | Independiente Medellín | Leonardo Castro             | Deportivo Pereira      | 15 | Alejandro Restrepo          | Deportivo Pereira      |
| Finalización 2022 | Deportivo Pereira (1)      | 0–0 (4–3 k) | Independiente Medellín | Leonardo Castro             | Deportivo Pereira      | 15 | Alejandro Restrepo          | Deportivo Pereira      |
| Apertura 2023     | Millonarios (16)           | 0–0         | Atlético Nacional      | Marco Pérez                 | Águilas Doradas        | 13 | Alberto Gamero (3)          | Millonarios            |
| Apertura 2023     | Millonarios (16)           | 1–1 (3–2 k) | Atlético Nacional      | Marco Pérez                 | Águilas Doradas        | 13 | Alberto Gamero (3)          | Millonarios            |
| Finalización 2023 | Junior (10)                | 3–2         | Independiente Medellín | Carlos Bacca (3)            | Junior                 | 18 | Arturo Reyes                | Junior                 |
| Finalización 2023 | Junior (10)                | 1–2 (5–3 k) | Independiente Medellín | Carlos Bacca (3)            | Junior                 | 18 | Arturo Reyes                | Junior                 |
| Apertura 2024     | Atlético Bucaramanga (1)   | 1–0         | Santa Fe               | Carlos Bacca (4)            | Junior                 | 12 | Rafael Dudamel (2)          | Atlético Bucaramanga   |
| Apertura 2024     | Atlético Bucaramanga (1)   | 2–3 (6–5 k) | Santa Fe               | Hugo Rodallega (2)          | Santa Fe               | 12 | Rafael Dudamel (2)          | Atlético Bucaramanga   |
| Finalización 2024 | Atlético Nacional (18)     | 1–1         | Deportes Tolima        | Daniel Moreno               | Deportivo Pasto        | 17 | Efraín Juárez               | Atlético Nacional      |
| Finalización 2024 | Atlético Nacional (18)     | 2–0         | Deportes Tolima        | Daniel Moreno               | Deportivo Pasto        | 17 | Efraín Juárez               | Atlético Nacional      |
| Apertura 2025     | Santa Fe (10)              | 0–0         | Independiente Medellín | Hugo Rodallega (3)          | Santa Fe               | 16 | Jorge Bava                  | Santa Fe               |
| Apertura 2025     | Santa Fe (10)              | 2–1         | Independiente Medellín | Hugo Rodallega (3)          | Santa Fe               | 16 | Jorge Bava                  | Santa Fe               |

- pd – po dogrywce
- k – seria rzutów karnych

W kolumnie „mistrz” w nawiasie podano, który w swojej historii tytuł mistrzowski zdobył dany klub.

W kolumnie „zawodnik” w nawiasie podano, który w swojej karierze tytuł króla strzelców zdobył piłkarz.

W kolumnie „trener” w nawiasie podano, który w swojej karierze tytuł mistrza zdobył trener.

## Klasyfikacja medalowa
| #   | Klub                   | Tytuły | Tytuły |                    | Tytuły (lata)      | Tytuły (lata)      | Tytuły (lata)      | Tytuły (lata)      | Tytuły (lata)      | Tytuły (lata)      | Tytuły (lata)      | Tytuły (lata)      | Tytuły (lata)      | Tytuły (lata)          | Tytuły (lata)          | Tytuły (lata)          | Tytuły (lata)          | Tytuły (lata)          | Tytuły (lata)          | Tytuły (lata)          | Tytuły (lata)          | Tytuły (lata)          | Tytuły (lata)          | Tytuły (lata) |
| #   | Klub                   |        |        | Mistrzostwa (lata) | Mistrzostwa (lata) | Mistrzostwa (lata) | Mistrzostwa (lata) | Mistrzostwa (lata) | Mistrzostwa (lata) | Mistrzostwa (lata) | Mistrzostwa (lata) | Mistrzostwa (lata) | Mistrzostwa (lata) | Wicemistrzostwa (lata) | Wicemistrzostwa (lata) | Wicemistrzostwa (lata) | Wicemistrzostwa (lata) | Wicemistrzostwa (lata) | Wicemistrzostwa (lata) | Wicemistrzostwa (lata) | Wicemistrzostwa (lata) | Wicemistrzostwa (lata) | Wicemistrzostwa (lata) |               |
| --- | ---------------------- | ------ | ------ | ------------------ | ------------------ | ------------------ | ------------------ | ------------------ | ------------------ | ------------------ | ------------------ | ------------------ | ------------------ | ---------------------- | ---------------------- | ---------------------- | ---------------------- | ---------------------- | ---------------------- | ---------------------- | ---------------------- | ---------------------- | ---------------------- | ------------- |
| 1.  | Atlético Nacional      | 18     | 12     | 1954               | 1973               | 1976               | 1981               | 1991               | 1994               | 1999               | A2005              | A2007              | F2007              | 1955                   | 1965                   | 1971                   | 1974                   | 1988                   | 1990                   | 1992                   | A2002                  | A2004                  | F2004                  |               |
| 1.  | Atlético Nacional      | 18     | 12     | A2011              | A2013              | F2013              | A2014              | F2015              | A2017              | A2022              | F2024              |                    |                    | A2018                  | A2023                  |                        |                        |                        |                        |                        |                        |                        |                        |               |
|     |                        |        |        |                    |                    |                    |                    |                    |                    |                    |                    |                    |                    |                        |                        |                        |                        |                        |                        |                        |                        |                        |                        |               |
| 2.  | Millonarios            | 16     | 10     | 1949               | 1951               | 1952               | 1953               | 1959               | 1961               | 1962               | 1963               | 1964               | 1972               | 1950                   | 1956                   | 1958                   | 1967                   | 1973                   | 1975                   | 1984                   | 1994                   | 1996                   | A2021                  |               |
| 2.  | Millonarios            | 16     | 10     | 1978               | 1987               | 1988               | F2012              | F2017              | A2023              |                    |                    |                    |                    |                        |                        |                        |                        |                        |                        |                        |                        |                        |                        |               |
|     |                        |        |        |                    |                    |                    |                    |                    |                    |                    |                    |                    |                    |                        |                        |                        |                        |                        |                        |                        |                        |                        |                        |               |
| 3.  | América Cali           | 15     | 7      | 1979               | 1982               | 1983               | 1984               | 1985               | 1986               | 1990               | 1992               | 1997               | 2000               | 1960                   | 1969                   | 1987                   | 1991                   | 1995                   | 1999                   | A2008                  |                        |                        |                        |               |
| 3.  | América Cali           | 15     | 7      | 2001               | A2002              | F2008              | F2019              | 2020               |                    |                    |                    |                    |                    |                        |                        |                        |                        |                        |                        |                        |                        |                        |                        |               |
|     |                        |        |        |                    |                    |                    |                    |                    |                    |                    |                    |                    |                    |                        |                        |                        |                        |                        |                        |                        |                        |                        |                        |               |
| 4.  | Deportivo Cali         | 10     | 14     | 1965               | 1967               | 1969               | 1970               | 1974               | 1996               | 1998               | F2005              | A2015              | F2021              | 1949                   | 1962                   | 1968                   | 1972                   | 1976                   | 1977                   | 1978                   | 1980                   | 1985                   | 1986                   |               |
| 4.  | Deportivo Cali         | 10     | 14     |                    |                    |                    |                    |                    |                    |                    |                    |                    |                    | F2003                  | A2006                  | F2013                  | A2017                  |                        |                        |                        |                        |                        |                        |               |
|     |                        |        |        |                    |                    |                    |                    |                    |                    |                    |                    |                    |                    |                        |                        |                        |                        |                        |                        |                        |                        |                        |                        |               |
| 5.  | Junior                 | 10     | 10     | 1977               | 1980               | 1993               | 1995               | F2004              | A2010              | F2011              | F2018              | A2019              | F2023              | 1948                   | 1970                   | 1983                   | 2000                   | A2003                  | A2009                  | A2014                  | F2015                  | A2016                  | F2019                  |               |
|     |                        |        |        |                    |                    |                    |                    |                    |                    |                    |                    |                    |                    |                        |                        |                        |                        |                        |                        |                        |                        |                        |                        |               |
| 6.  | Santa Fe               | 10     | 7      | 1948               | 1958               | 1960               | 1966               | 1971               | 1975               | A2012              | F2014              | F2016              | A2025              | 1963                   | 1979                   | A2005                  | A2013                  | F2017                  | 2020                   | A2024                  |                        |                        |                        |               |
|     |                        |        |        |                    |                    |                    |                    |                    |                    |                    |                    |                    |                    |                        |                        |                        |                        |                        |                        |                        |                        |                        |                        |               |
| 7.  | Independiente Medellín | 6      | 13     | 1955               | 1957               | F2002              | A2004              | F2009              | A2016              |                    |                    |                    |                    | 1959                   | 1961                   | 1966                   | 1993                   | 2001                   | F2008                  | F2012                  | F2014                  | A2015                  | F2018                  |               |
| 7.  | Independiente Medellín | 6      | 13     |                    |                    |                    |                    |                    |                    |                    |                    |                    |                    | F2022                  | F2023                  | A2025                  |                        |                        |                        |                        |                        |                        |                        |               |
|     |                        |        |        |                    |                    |                    |                    |                    |                    |                    |                    |                    |                    |                        |                        |                        |                        |                        |                        |                        |                        |                        |                        |               |
| 8.  | Once Caldas            | 4      | 2      | 1950               | A2003              | A2009              | F2010              |                    |                    |                    |                    |                    |                    | 1998                   | F2011                  |                        |                        |                        |                        |                        |                        |                        |                        |               |
|     |                        |        |        |                    |                    |                    |                    |                    |                    |                    |                    |                    |                    |                        |                        |                        |                        |                        |                        |                        |                        |                        |                        |               |
| 9.  | Deportes Tolima        | 3      | 9      | F2003              | A2018              | A2021              |                    |                    |                    |                    |                    |                    |                    | 1957                   | 1981                   | 1982                   | F2006                  | F2010                  | F2016                  | F2021                  | A2022                  | F2024                  |                        |               |
|     |                        |        |        |                    |                    |                    |                    |                    |                    |                    |                    |                    |                    |                        |                        |                        |                        |                        |                        |                        |                        |                        |                        |               |
| 10. | Deportivo Pasto        | 1      | 3      | A2006              |                    |                    |                    |                    |                    |                    |                    |                    |                    | F2002                  | A2012                  | A2019                  |                        |                        |                        |                        |                        |                        |                        |               |
|     |                        |        |        |                    |                    |                    |                    |                    |                    |                    |                    |                    |                    |                        |                        |                        |                        |                        |                        |                        |                        |                        |                        |               |
| 11. | Deportes Quindío       | 1      | 2      | 1956               |                    |                    |                    |                    |                    |                    |                    |                    |                    | 1953                   | 1954                   |                        |                        |                        |                        |                        |                        |                        |                        |               |
|     |                        |        |        |                    |                    |                    |                    |                    |                    |                    |                    |                    |                    |                        |                        |                        |                        |                        |                        |                        |                        |                        |                        |               |
| 12. | Cúcuta Deportivo       | 1      | 1      | F2006              |                    |                    |                    |                    |                    |                    |                    |                    |                    | 1964                   |                        |                        |                        |                        |                        |                        |                        |                        |                        |               |
| 12. |                        |        |        |                    |                    |                    |                    |                    |                    |                    |                    |                    |                    |                        |                        |                        |                        |                        |                        |                        |                        |                        |                        |               |
| 12. | Atlético Bucaramanga   | 1      | 1      | A2024              |                    |                    |                    |                    |                    |                    |                    |                    |                    | 1997                   |                        |                        |                        |                        |                        |                        |                        |                        |                        |               |
|     |                        |        |        |                    |                    |                    |                    |                    |                    |                    |                    |                    |                    |                        |                        |                        |                        |                        |                        |                        |                        |                        |                        |               |
| 14. | Unión Magdalena        | 1      | 0      | 1968               |                    |                    |                    |                    |                    |                    |                    |                    |                    |                        |                        |                        |                        |                        |                        |                        |                        |                        |                        |               |
| 14. |                        |        |        |                    |                    |                    |                    |                    |                    |                    |                    |                    |                    |                        |                        |                        |                        |                        |                        |                        |                        |                        |                        |               |
| 14. | Boyacá Chicó           | 1      | 0      | A2008              |                    |                    |                    |                    |                    |                    |                    |                    |                    |                        |                        |                        |                        |                        |                        |                        |                        |                        |                        |               |
| 14. |                        |        |        |                    |                    |                    |                    |                    |                    |                    |                    |                    |                    |                        |                        |                        |                        |                        |                        |                        |                        |                        |                        |               |
| 14. | Deportivo Pereira      | 1      | 0      | F2022              |                    |                    |                    |                    |                    |                    |                    |                    |                    |                        |                        |                        |                        |                        |                        |                        |                        |                        |                        |               |
|     |                        |        |        |                    |                    |                    |                    |                    |                    |                    |                    |                    |                    |                        |                        |                        |                        |                        |                        |                        |                        |                        |                        |               |
| 17. | La Equidad             | 0      | 3      |                    |                    |                    |                    |                    |                    |                    |                    |                    |                    | F2007                  | A2010                  | A2011                  |                        |                        |                        |                        |                        |                        |                        |               |
|     |                        |        |        |                    |                    |                    |                    |                    |                    |                    |                    |                    |                    |                        |                        |                        |                        |                        |                        |                        |                        |                        |                        |               |
| 18. | Boca Juniors           | 0      | 2      |                    |                    |                    |                    |                    |                    |                    |                    |                    |                    | 1951                   | 1952                   |                        |                        |                        |                        |                        |                        |                        |                        |               |
| 18. |                        |        |        |                    |                    |                    |                    |                    |                    |                    |                    |                    |                    |                        |                        |                        |                        |                        |                        |                        |                        |                        |                        |               |
| 18. | Atlético Huila         | 0      | 2      |                    |                    |                    |                    |                    |                    |                    |                    |                    |                    | A2007                  | F2009                  |                        |                        |                        |                        |                        |                        |                        |                        |               |
|     |                        |        |        |                    |                    |                    |                    |                    |                    |                    |                    |                    |                    |                        |                        |                        |                        |                        |                        |                        |                        |                        |                        |               |
| 20. | Real Cartagena         | 0      | 1      |                    |                    |                    |                    |                    |                    |                    |                    |                    |                    | F2005                  |                        |                        |                        |                        |                        |                        |                        |                        |                        |               |

Pogrubioną czcionką zaznaczono kluby, które aktualnie występują w lidze.